# Trälarna (TV-serie)
Trälarna (original Trællene) är en dansk animerad TV-serie som bygger på Sven Wernströms bokserie Trälarna. TV-serien producerades 1978–1980 och består av nio avsnitt, vilka visades i SVT mellan 1980 och 1982. SVT valde att censurera flera scener i TV-serien, bland annat den när trälen Halte offras under brutala former. Varje avsnitt bestod av tre delar, som kunde ses för sig eftersom de hade olika persongallerier, även om delarna och avsnitten hade en kronologisk ordning med vissa återknytningar till tidigare delar. I likhet med bokserien skildrade TV-serien historien utifrån en marxistisk världsbild.

## Avsnitt
1. Halte (Halte)
2. Ylva (Ylva)
3. Olof (Oluf)
4. Svarta döden (Den sorte død)
5. Uppror och svek (Oprør og svig)
6. Bödelns dotter (Bøddelens datter)
7. Credentia (Credentia)
8. Flykten från spinnhuset (Flugten fra spindehuset)
9. Änglamakerskan (Englefabrikken)